# Melaneama sanguinea
Melaneama sanguinea är en fjärilsart som beskrevs av George Francis Hampson 1900. Melaneama sanguinea ingår i släktet Melaneama och familjen björnspinnare. Inga underarter finns listade i Catalogue of Life.